# José Rosetti
José Rosetti (nacido como Giuseppe Rosetti; La Spezia, Italia, 17 de marzo de 1899 - La Spezia, 12 de junio de 1965) fue un futbolista y entrenador italiano nacionalizado chileno jugó en los equipos chilenos de Audax Italiano y Colo-Colo, además de ser entrenador de la Selección de fútbol de Chile
en 4 partidos durante 1926. 
En Italia era conocido como Rossetti I, para distinguirlo de su hermano Gino Rosetti.

## Trayectoria

### Clubes
Comenzó su carrera en el Virtus Spezia, luego jugó en el Pisa 1909 y más tarde en Spezia Calcio.  
En 1924 emigró a Chile, donde su nombre se convirtió en José Rosetti, para jugar en el Audax Italiano, equipo que solo aceptaba italianos y que lo convirtió en su jugador estrella. 
Tiene el historial de ser el primer futbolista extranjero, en vestir la camiseta de Colo-Colo, el 1 de enero de 1927. Su campaña en Colo Colo, la cumplió como refuerzo en Gira internacional de Colo-Colo en 1927.
En 1928 regresó a Italia para jugar en el Torino y terminó su carrera en 1930, con el Maceratese.
Finalizó su carrera como entrenador en 1953 tras dirigir al Spezia Calcio.

### Selección de Chile
En 1926, siendo jugador de Audax Italiano, fue llamado a servir como entrenador de la Selección de fútbol de Chile, asistido por Marcos Vera, quien era profesor de Educación Física y Entrenador de Atletismo.
Bajo su dirección la Selección de fútbol de Chile, consiguió dos partidos ganados, uno empatado y uno perdido para el Campeonato Sudamericano 1926 teniendo el triunfo de 7 a 1 sobre la Selección de fútbol de Bolivia. Obteniendo el Tercer lugar del Campeonato, siendo el primer europeo, en el cargo de la Selección de fútbol de Chile. 

## Clubes

### Como jugador
| Club                 | País   | Año       |
| -------------------- | ------ | --------- |
| Virtus Spezia        | Italia | 1920-1921 |
| Pisa 1909            | Italia | 1921      |
| Spezia Calcio        | Italia | 1922-1924 |
| Audax Italiano       | Chile  | 1924-1926 |
| Colo-Colo            | Chile  | 1926-1927 |
| Torino Football Club | Italia | 1928-1929 |
| Maceratese           | Italia | 1930      |

### Como entrenador
| Club               | País   | Año       |
| ------------------ | ------ | --------- |
| Selección Nacional | Chile  | 1926      |
| Colo-Colo          | Chile  | 1926-1927 |
| Maceratese         | Italia | 1929-1932 |
| Macerata           | Italia | 1939-1942 |
| Ausonia Spezia     | Italia | 1945-1946 |
| Macerata           | Italia | 1948-1949 |
| Spezia Calcio      | Italia | 1952-1953 |